# قائمة أعلام كوسوفو
هذه قائمة بأعلام كوسوفو.

## علم الدولة
| علم | تاريخ     | استخدام      | وصف                                                                                | أبعاد |
| --- | --------- | ------------ | ---------------------------------------------------------------------------------- | ----- |
|     | 2008–الآن | العلم الوطني | علم أزرق عليه 6 نجوم بيضاء على شكل قوس فوق خريطة باللون الذهبي لكوسوفو في المنتصف. | 5:7   |

## أعلام حكومية
| علم | تاريخ     | استخدام             | وصف                                                                                | أبعاد |
| --- | --------- | ------------------- | ---------------------------------------------------------------------------------- | ----- |
|     | 1999–الآن | علم شرطة كوسوفو     | علم أبيض بشريطتين زرقاوتين، وشعار باللونين الأزرق والأصفر لشرطة كوسوفو في المنتصف. | 2:3   |
|     | 2000–الآن | علم رئاسي           | على مستند إلى مقترح "داردانيا" الخاص بإبراهيم روجوفا.                              | 2:3   |
|     | 2009–الآن | علم قوات أمن كوسوفو | خلفية حمراء، بوجود شعار قوات الأمن تُظهر عقابًا و6 نجوم.                             | 2:3.  |

## أعلام تاريخية

### أعلام كوسوفو تحت إدارة الأمم المتحدة
| علم | تاريخ     | استخدام               | وصف                                                                               | أبعاد |
| --- | --------- | --------------------- | --------------------------------------------------------------------------------- | ----- |
|     | 1999–2008 | علم الدولة            | علم الأمم المتحدة، اِستُخدِم للأغراض الرسمية والحكومية في كوسوفو حتى 17 فبراير 2008. |       |
|     | 1999–2009 | علم فيلق حماية كوسوفو | خلفية حمراء بشعار أسود لفيلق الحماية في المنتصف.                                  | 2:3   |

### أعلام الأقليات العرقية خلال يوغوسلافيا الاشتراكية
| علم | تاريخ             | استخدام   | وصف                                                                                    | أبعاد |
| --- | ----------------- | --------- | -------------------------------------------------------------------------------------- | ----- |
|     | ت. 1950 – ت. 1990 | علم أقلية | العلم الرسمي لأقلية الألبان العرقية في يوغوسلافيا من أواخر عقد 1940 حتى أواخر عقد 1980 |       |

## مقترحات أعلام
| علم | تاريخ     | استخدام  | وصف                                                                                    | أبعاد |
| --- | --------- | -------- | -------------------------------------------------------------------------------------- | ----- |
|     | لم يُستخدَم | علم دولة | "مرشح منافس 1". المقترح الفائز ومصدر العلم الحالي.                                     | 2:3   |
|     | لم يُستخدَم | علم دولة | "مرشح منافس 2".                                                                        | 2:3   |
|     | لم يُستخدَم | علم دولة | "مرشح منافس 3".                                                                        | 2:3   |
|     | لم يُستخدَم | علم دولة | مرشح منافس مرفوض.                                                                      | 2:3   |
|     | لم يُستخدَم | علم دولة | مقترح جوزيف ديوغاردي لعلم كوسوفو الجديد بناءً على علمي الولايات المتحدة وألبانيا.       | 2:3   |
|     | لم يُستخدَم | علم دولة | مقترح 2005 لعلم كوسوفو الجديد بناءً على علم الأمم المتحدة و‌العُقاب مزدوج الرأس الألباني. | 2:3   |